# Eclipta igniventris
Eclipta igniventris là một loài bọ cánh cứng thuộc họ Xén tóc. Loài này được Giesbert mô tả năm 1991.